# Couillet

Couillet im Stadtgebiet von Charleroi

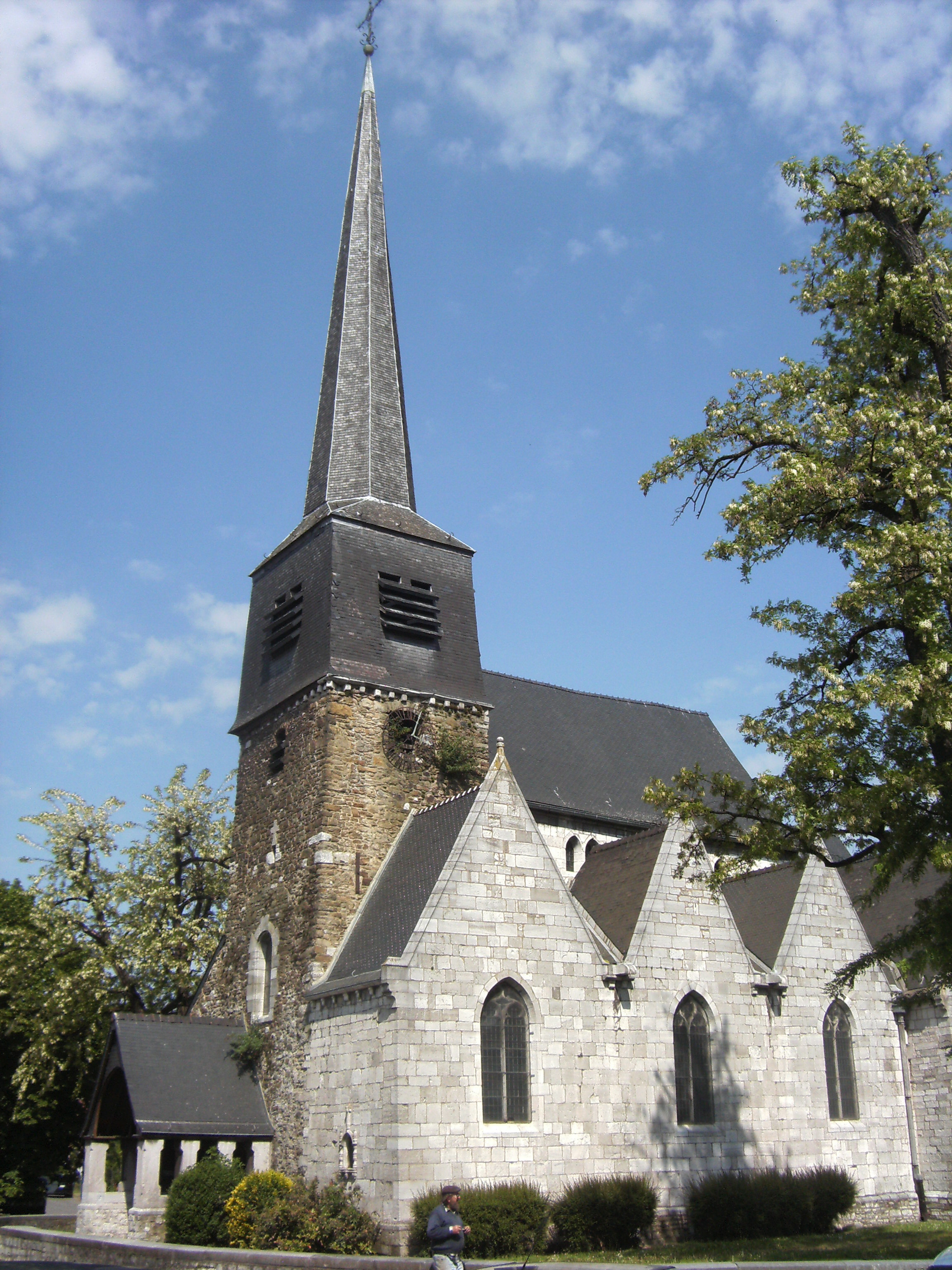
Kirche Saint-Laurent

Couillet ist ein Stadtbezirk der belgischen Stadt Charleroi am Ufer der Sambre in der Provinz Hennegau.

## Geschichte
Couillet war bereits in der Karolingerzeit Standort eines Klosters. Auf dessen Grundmauern wurde im 11. Jahrhundert die Kirche Saint-Laurent errichtet.
Im 19. Jahrhundert avancierte Couillet wie nahezu alle Ortschaften des Steinkohlereviers von Charleroi zur Industriegemeinde. In Couillet errichtete der Industrielle Ernest Solvay die erste Fabrik zur industriellen Herstellung von Soda aus Kochsalz bzw. Glaubersalz, um die chemische Industrie damit zu beliefern.
In den 1960er Jahren traf der Niedergang der Montanindustrie (Schließung der Bergwerke) die Gemeinde schwer. Dennoch hatte sie noch 1977 knapp 15.000 Einwohner, als sie per Kommunalreform als Vorort in der Großstadt Charleroi aufging.

## Sport
Der anno 1919 gegründete Fußballverein Royale Association Cercle Sportif (RCSA) Couillet (deutsch: Königliche Vereinigung Sportkreis) spielt in der Saison 2009/10 in der Vierten Belgischen Liga.

## Personen
- Élie Baussart (1887–1965), Schriftsteller, Politiker und Gewerkschaftsfunktionär
- Oscar Behogne (1900–1970), Politiker
- Mischaël Modrikamen (* 1966), Politiker